# Carduus turocensis
Carduus turocensis là một loài thực vật có hoa trong họ Cúc. Loài này được Margittai mô tả khoa học đầu tiên năm 1914.